# Friedrich Kenkel
 Friedrich Kenkel  (* 16. November 1885 in Wildeshausen, Niedersachsen; † 1. November 1948 in Vechta, Niedersachsen) war der erste Leiter der Pädagogischen Akademie in Vechta.

## Leben
Nach einem Besuch des Lehrerseminars in Vechta von 1901 bis 1906, war er von 1907 bis 1911 Volksschullehrer in Langwege, Delmenhorst und Vechta. 1910 folgte die zweite Lehrerprüfung, 1911 bis 1914 belegte er ein Studium an der Universität Gießen als Nichtabiturient mit Prüfung „in den allgemeinen Gegenständen Pädagogik und Philosophie sowie Mathematik und Geographie.“ Auf Grund seiner sehr guten Universitätsabschlussprüfung und einer als „hervorragende wissenschaftliche Leistung“ bewerteten Dissertation wurde Kenkel 1919 promoviert. Er war damit der erste sogenannte „Seminarakademiker“, der den philosophischen Doktorgrad erreichte. 
Von 1914 bis 1926 mit durch den Wehrdienst verursachte Unterbrechungen war er Lehrer am Lehrerseminar in Vechta, kam bei dessen Abbau als Lehrer an die dortige Aufbauschule und nach deren Auflösung an die „Deutsche Oberschule“ in Vechta. Von 1928 bis 1933 hatte er nebenbei einen Lehrauftrag am „pädagogischen Lehrgang“ für Erdkunde in Vechta, der 1933 von den Nationalsozialisten geschlossen wurde.
Als nach dem Zweiten Weltkrieg die Möglichkeit geschaffen wurde, in Vechta eine katholische pädagogische Akademie zu gründen, fand er sich bereit, sie aufzubauen, und unterbreitete schon im Sommer 1945 der Oldenburgischen Staatsregierung erste Vorschläge zur Wiedereinführung der pädagogischen Lehrgänge.
Am 19. März 1946 war die Eröffnung der Staatlichen Pädagogischen Akademie Vechta, Vorläufer der Hochschule Vechta, unter seiner Leitung. Die Stadt Vechta benannte in Würdigung seiner Verdienste eine Straße in der Nähe der jetzigen Hochschule nach ihm.